# Marcel Gromaire
Marcel Gromaire, född 24 juli 1892, död 11 april 1971, var en fransk målare. Många av hans målningar har sociala motiv och många associerar honom till socialrealism. 
Gromaire framträdde med landskap och särskilt figurbilder, hållna i en modernistisk, grov stilisering i kraftiga och tunga färger. Han är bland annat företrädd på Statens Museum for Kunst i Köpenhamn.